# Меморіал Чан Кайші
Національний меморіальний зал Чан Кайші (кит. трад. 國立中正紀念堂, спр. 国立中正纪念堂, піньїнь Guólì Zhōngzhèng Jìniàntáng) — споруда на майдані Свободи в центрі Тайбея, зведена в пам'ять першого президента Китайської Республіки — Чан Кайші. Площа перед залом — традиційне для Тайваню місце проведення масових святкувань.
Меморіальний зал розташований у східній частині комплексу площею близько 250 тис. м² і оточений парком. У західній частині знаходяться ворота, біля яких починається широка дорога, що веде до національного меморіалу. На території комплексу також розташовані Національний театр і Національний концертний зал.
Меморіальний зал зведений на основі, що складається з трьох квадратних ступенів-ярусів. Чотирикутний білий будинок має висоту 70 м. Восьмикутна конструкція даху, покритого синьою черепицею, увінчана золотим наконечником. До головного входу ведуть сходи з двома рядами по 89 ступенів кожен; це число відповідає віку Чан Кайші на момент його смерті. У головному залі встановлена бронзова статуя. У найнижчій частині будівлі є бібліотека і музей, присвячений життю Чан Кайші, а також експонати, пов'язані з історією та розвитком Тайваню. Біля входу в меморіальну залу щогодини проводиться зміна почесної варти.

## Історія
У червні 1975 року, через два місяці після смерті Чан Кайші (похованого в мавзолеї Циху), вирішено звести Національний меморіальний зал на честь політика. За підсумками проведеного конкурсу був обраний проєкт архітектора Ян Чжочена (кит. 楊卓成, пін. Yáng Zhuōchéng), що містить велику кількість традиційних елементів, характерних для китайської архітектури.
Будівельні роботи почалися 31 жовтня 1975 року — в день народження Чан Кайші. Офіційне відкриття відбулося з нагоди п'ятої річниці з дня смерті колишнього президента — 5 квітня 1980 року.
Президент Чень Шуйбянь 19 травня 2007 року оголосив про зміну назви будівлі на «Національний меморіальний зал демократії на Тайвані» і, незважаючи на масові протести, наказав прибрати написи з вхідних воріт.
22 березня 2008 року президентом був обраний Ма Їнцзю, кандидат від Гоміндану, який зобов'язався відновити стару назву, колишній інтер'єр залу і стерті з будівлі написи. Офіційно назву Національного меморіального залу Чан Кайші відновлено 21 серпня 2008 року.

## Фотографії

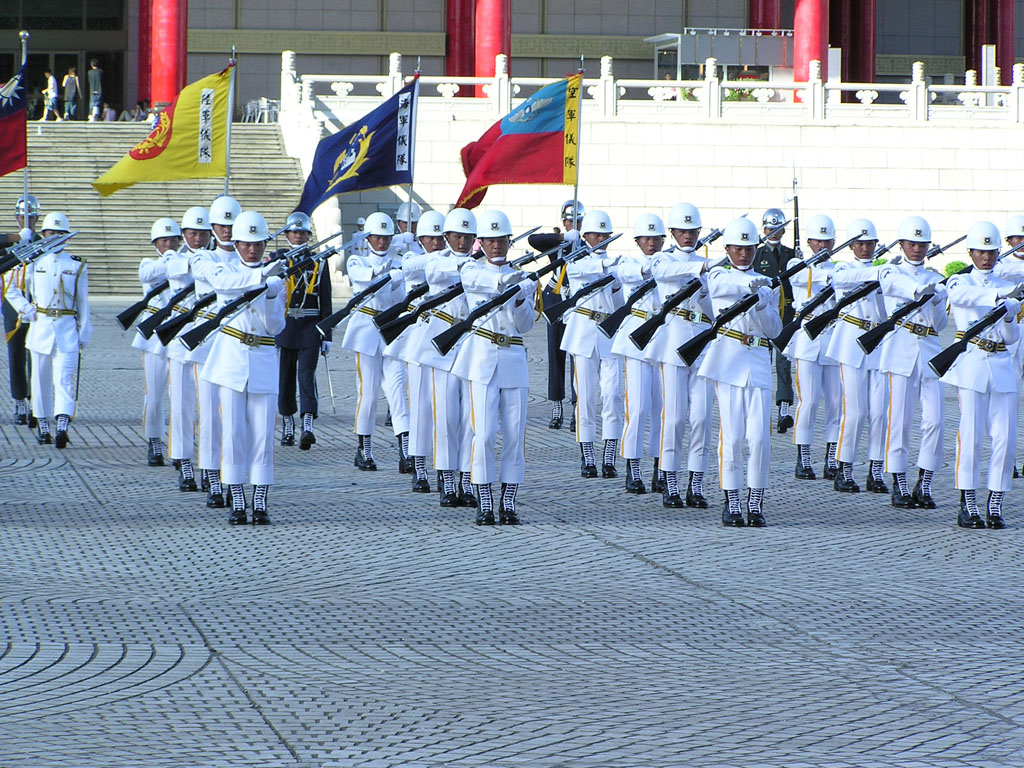
Військовий парад перед меморіальним комплексом
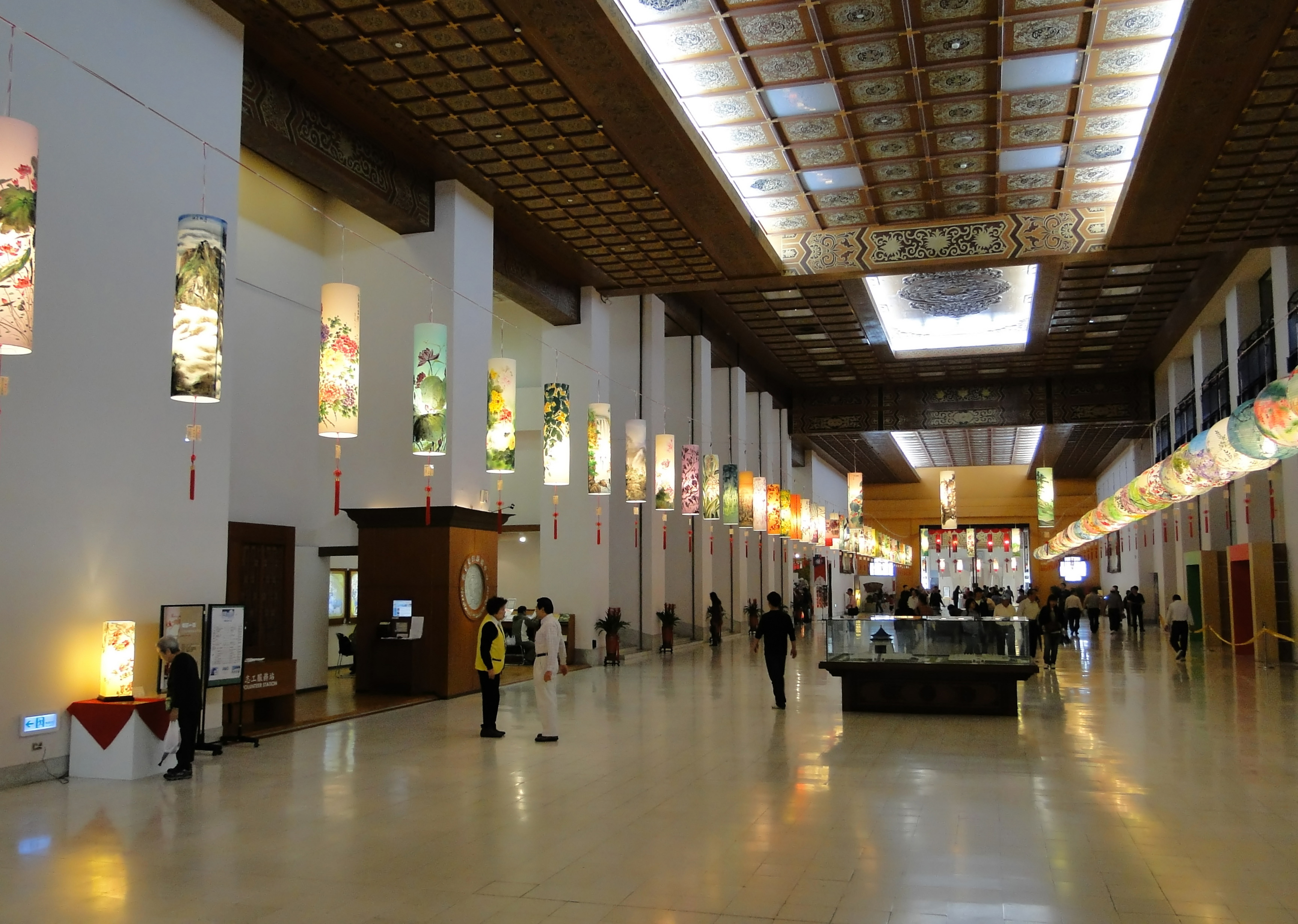
У виставковій залі меморіалу
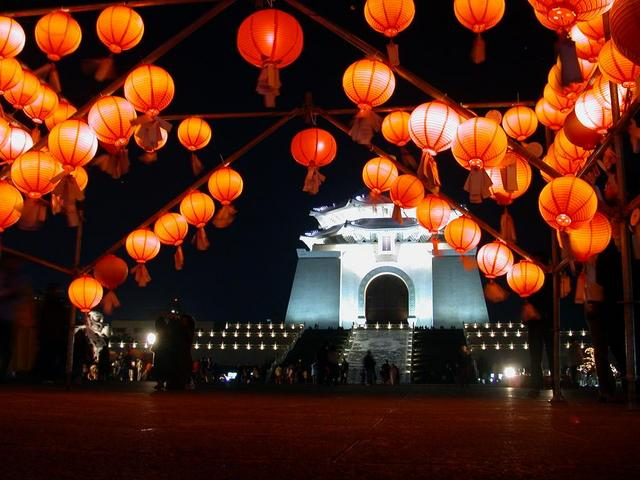
Фестиваль ліхтарів на площі
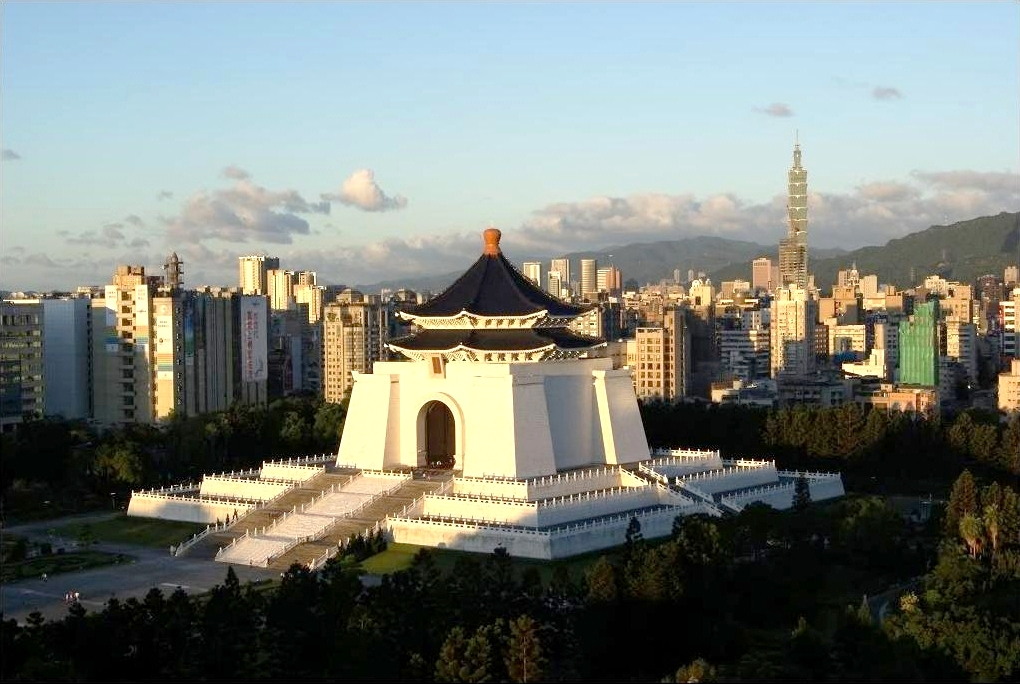
Панорама з висоти пташиного польоту
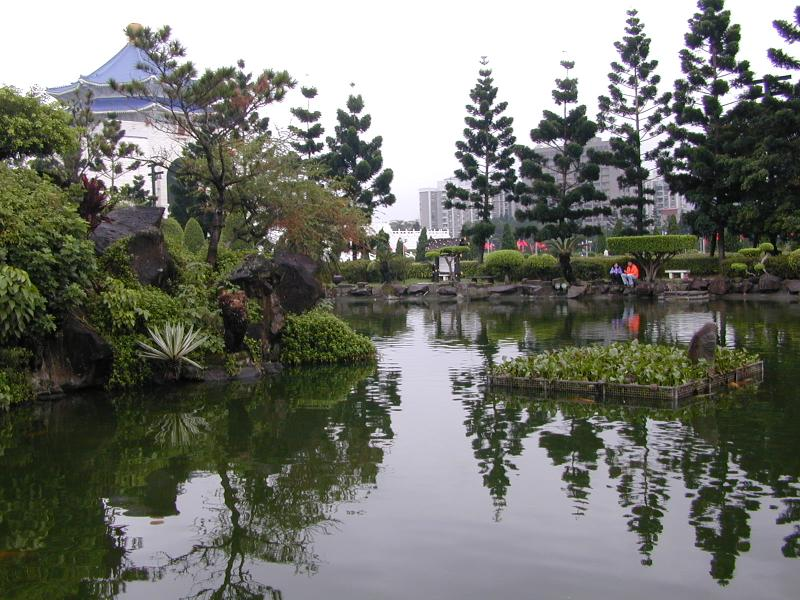
Парк на території комплексу
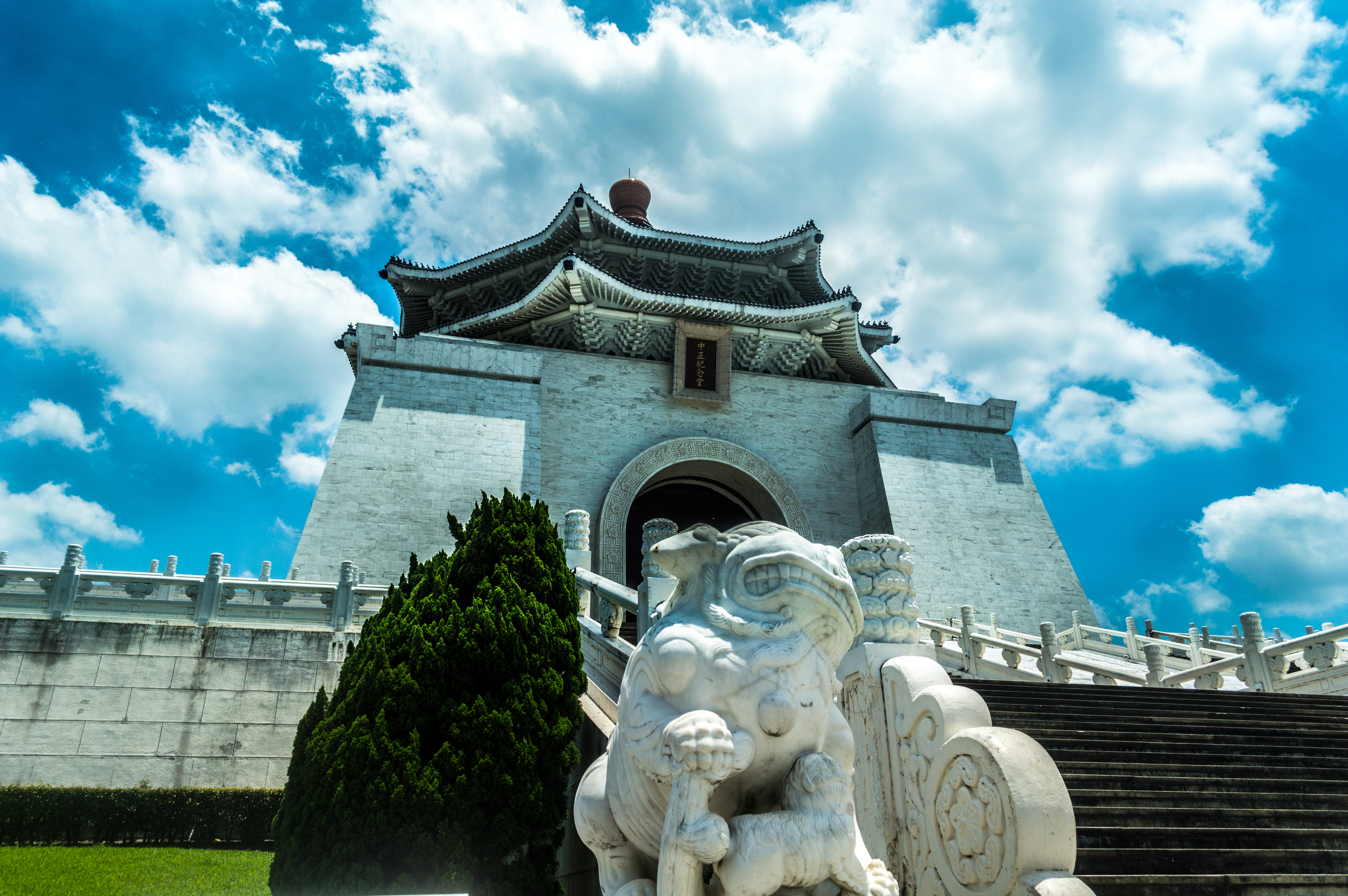
Вхід до меморіального залу
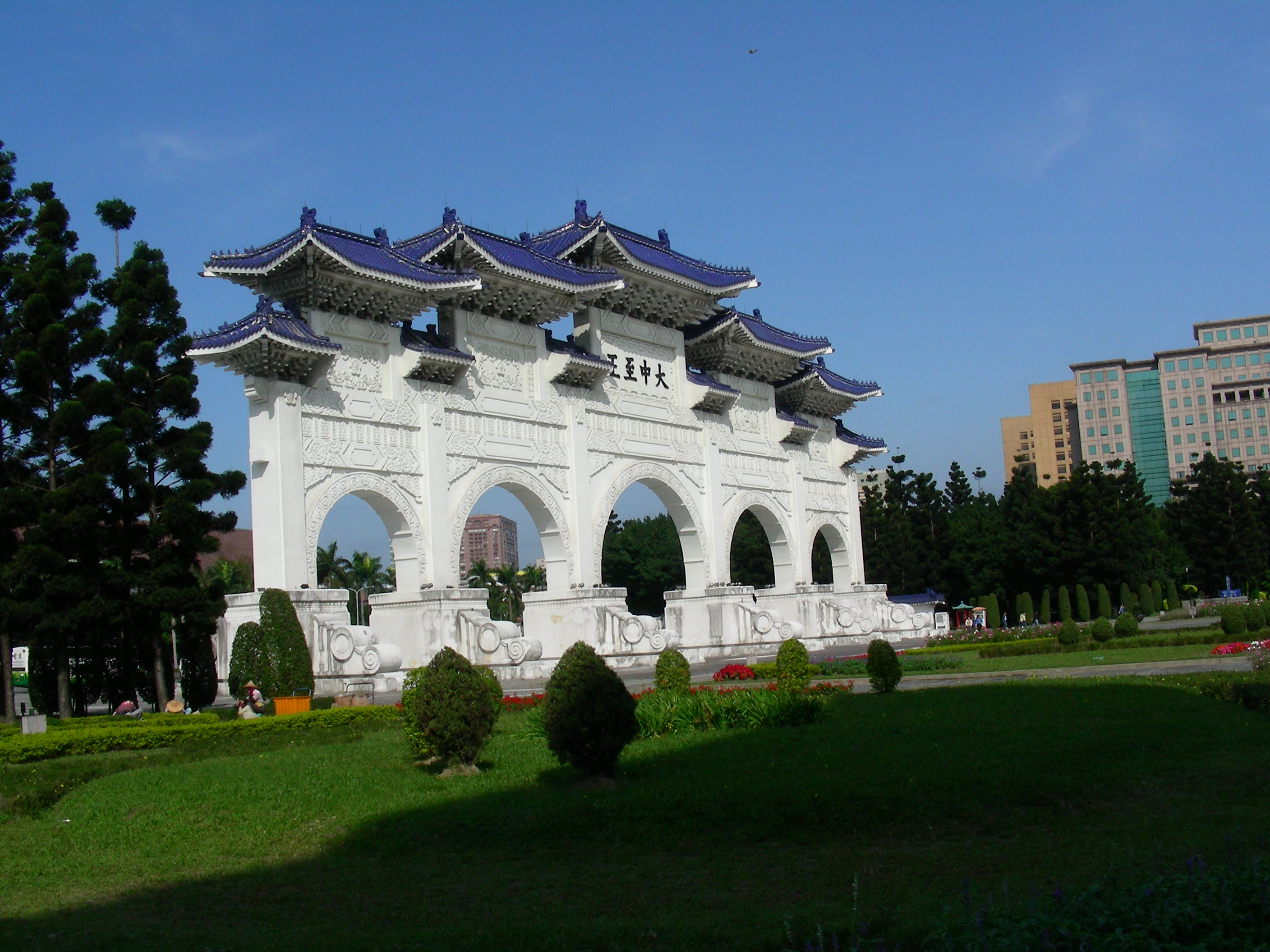
Ворота меморіалу
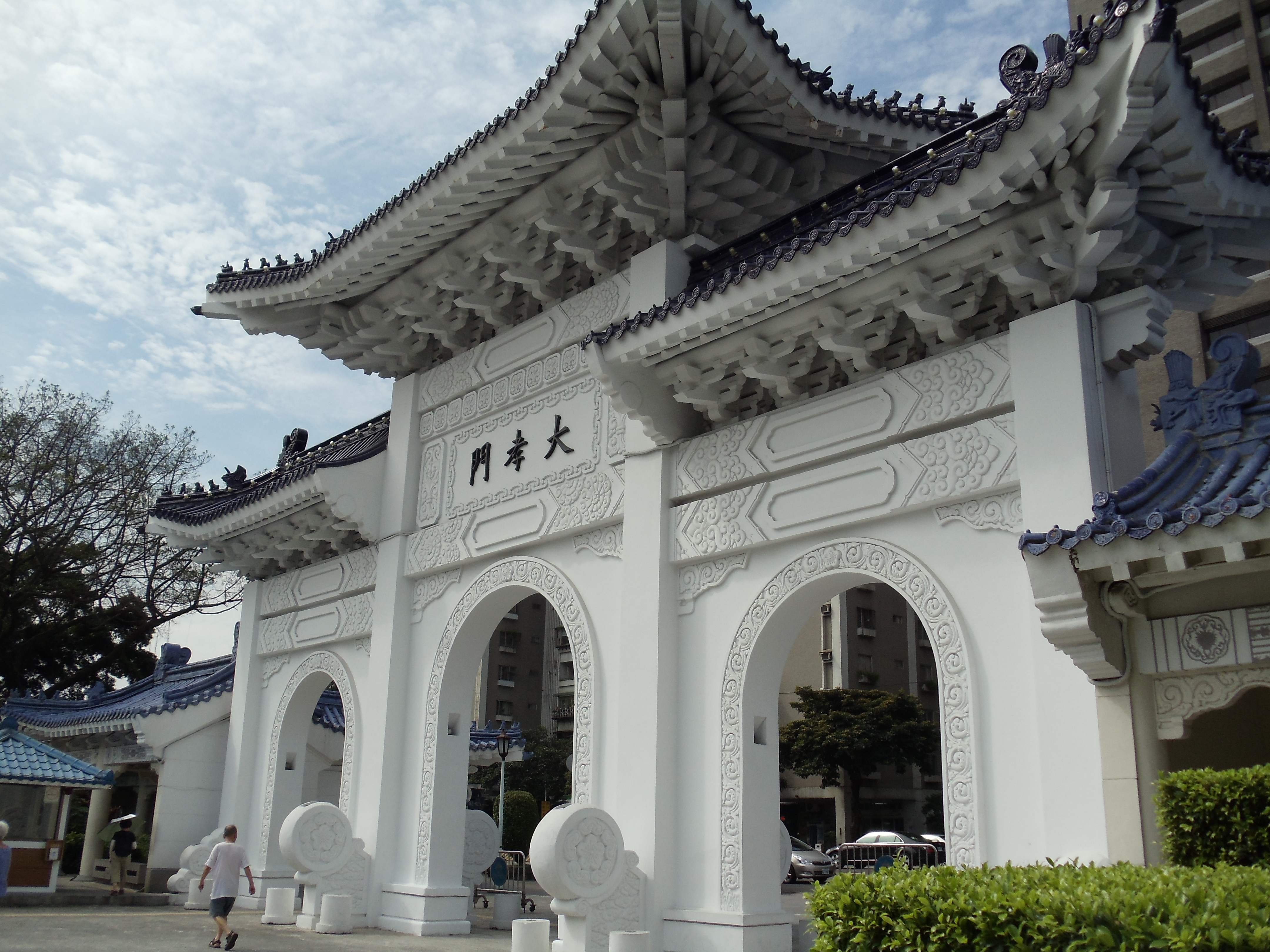
Бокові ворота Великого благочестя
Статуя Чан Кайші у головній заліСтатуя Чан Кайші у головній залі